# Punti estremi dell'Europa

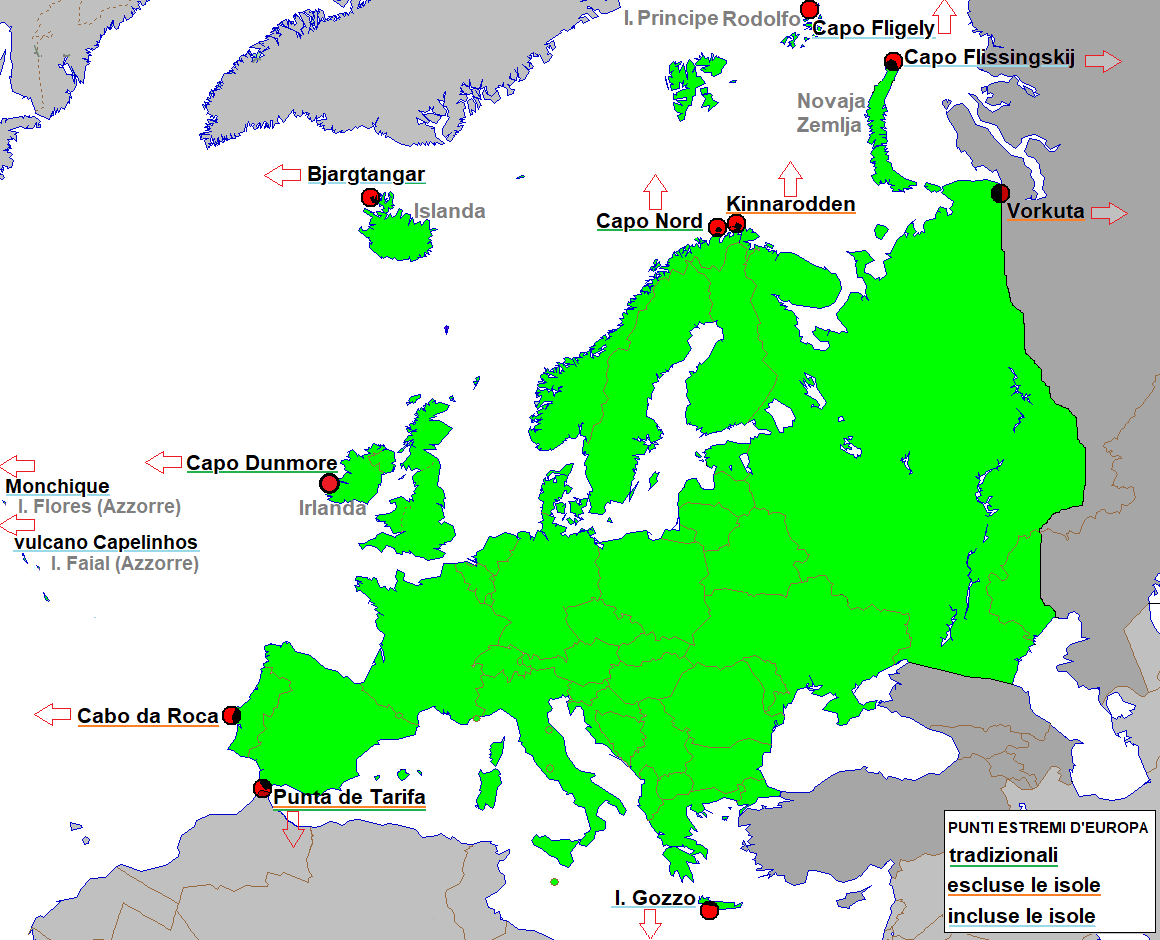
Punti estremi dell'Europa, in base ai vari criteri

I punti estremi dell'Europa sono quelli che si trovano più a nord, sud, ovest o est di qualunque altro luogo del continente.
Si devono distinguere tre criteri di identificazione dei punti estremi del continente: quello che tiene presente solo la terraferma, quello che considera anche le isole e infine il criterio tradizionale, che presenta alcune incongruenze relativamente al punto più settentrionale e al punto più orientale.

## Punti estremi dell'Europa

### Punti estremi - comprese le isole
- Punto più a nord – Capo Fligeli, isola del Principe Rodolfo, Terra di Francesco Giuseppe, Russia - coordinate 81°50′35″N 59°14′22″E.
- Punto più a sud – Capo Tripiti, isola di Gozzo, Grecia - coordinate 34°50′09″N 24°05′11″E[1]
- Punto più a ovest
  - considerando tutte le Isole Azzorre (Portogallo) come parte del continente europeo: isolotto di Monchique[2] - coordinate 39°29′43″N 31°16′30″W
  - considerando solo la parte delle Azzorre che si trova sulla placca euroasiatica: la penisola del Capelo, vulcano Capelinhos, isola di Faial[3] - coordinate 38°35′12″N 28°42′51″W
  - escludendo le Azzorre: capo Bjargtangar, promontorio di Látrabjarg, penisola di Vestfirðir, in Islanda - coordinate 65°30′11″N 24°31′44″W
- Punto più a est – Capo Flissingskij, isola Severnyj, Novaja Zemlja (in russo: Новая Земля), Russia - coordinate 76°42′09″N 69°05′15″E.

Galleria di immagini - comprese le isole

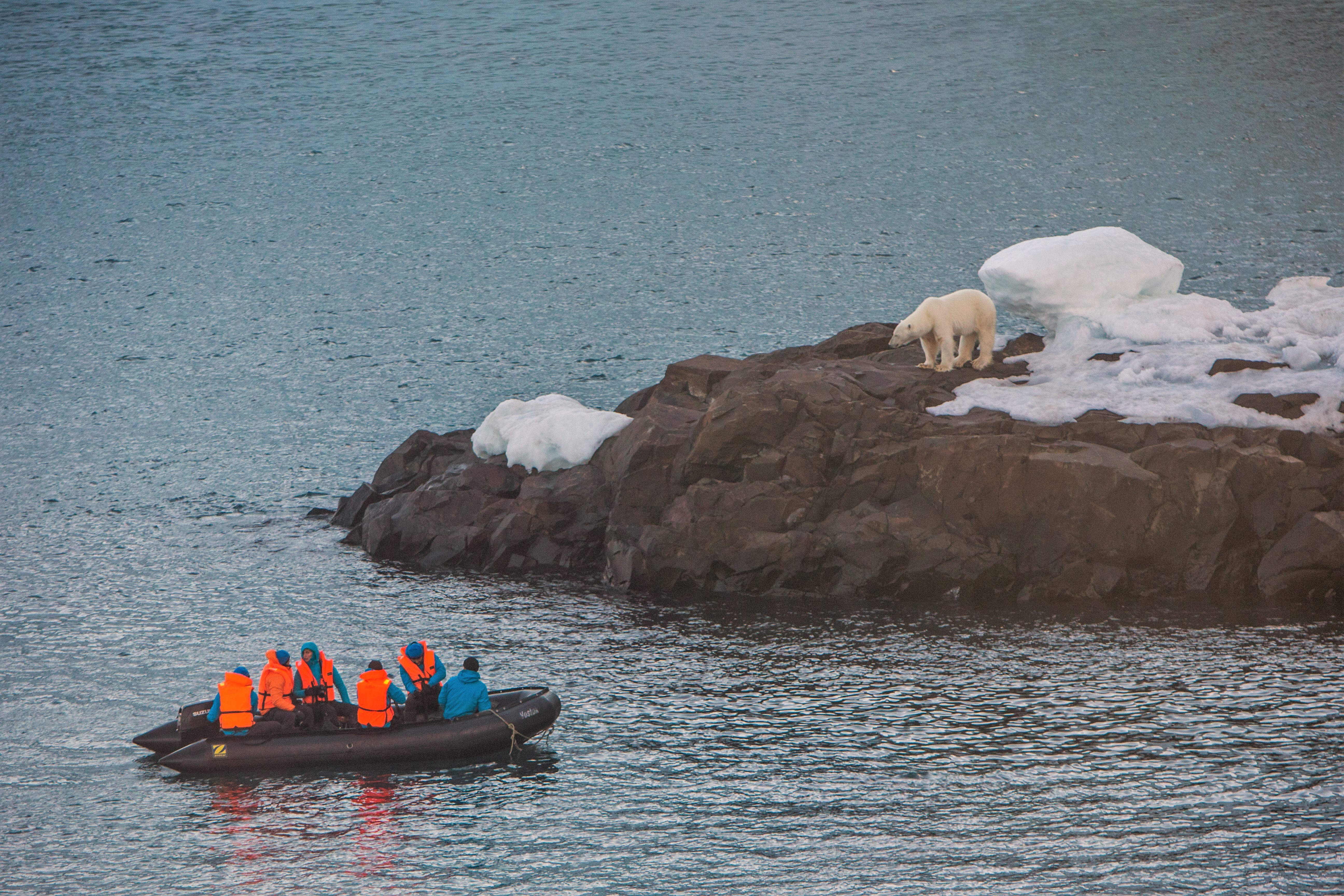
Il punto più settentrionale: Capo Fligeli, isola del Principe Rodolfo, Terra di Francesco Giuseppe, Russia
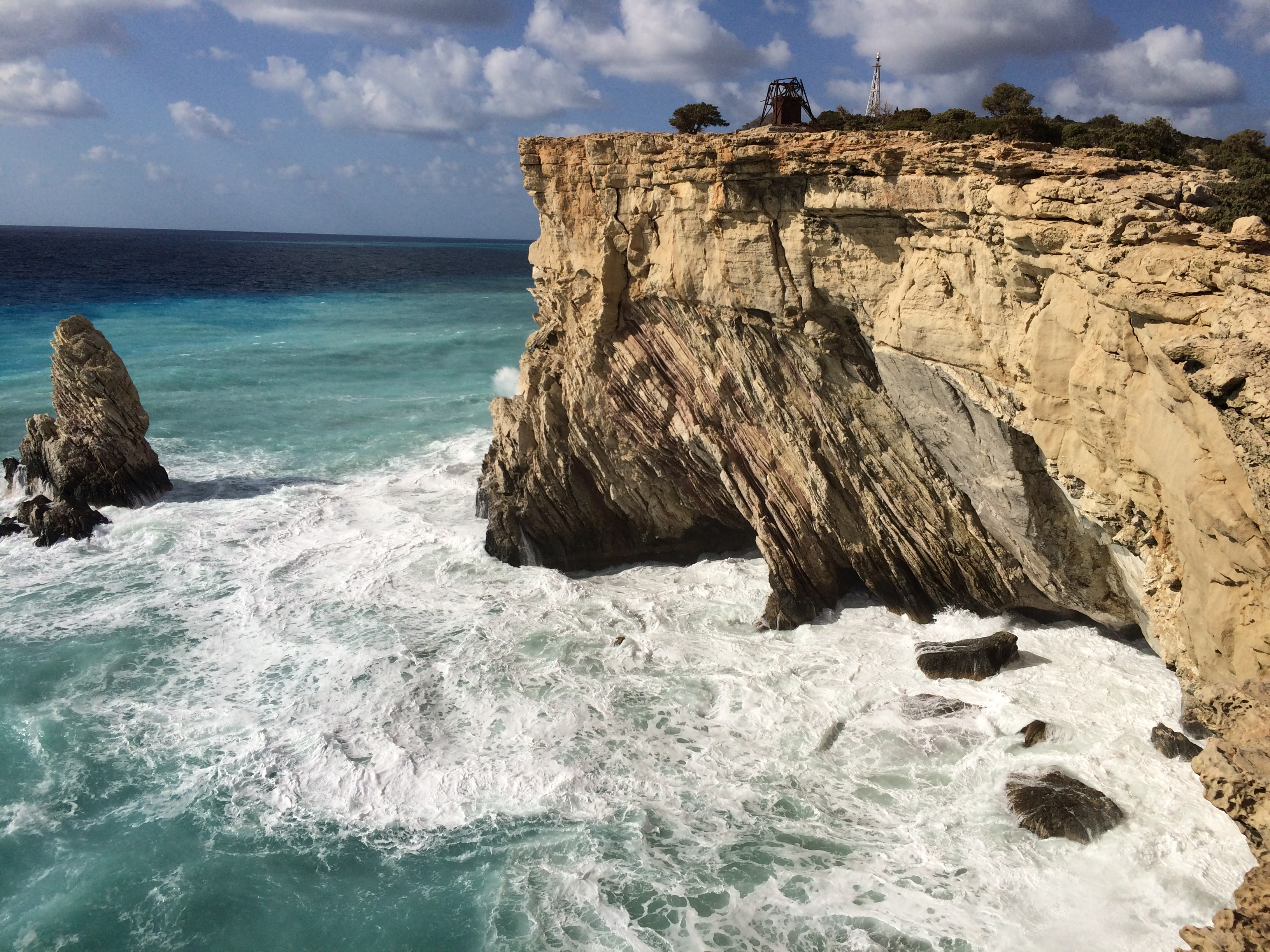
Il punto più meridionale: capo Tripiti, isola di Gozzo, in Grecia
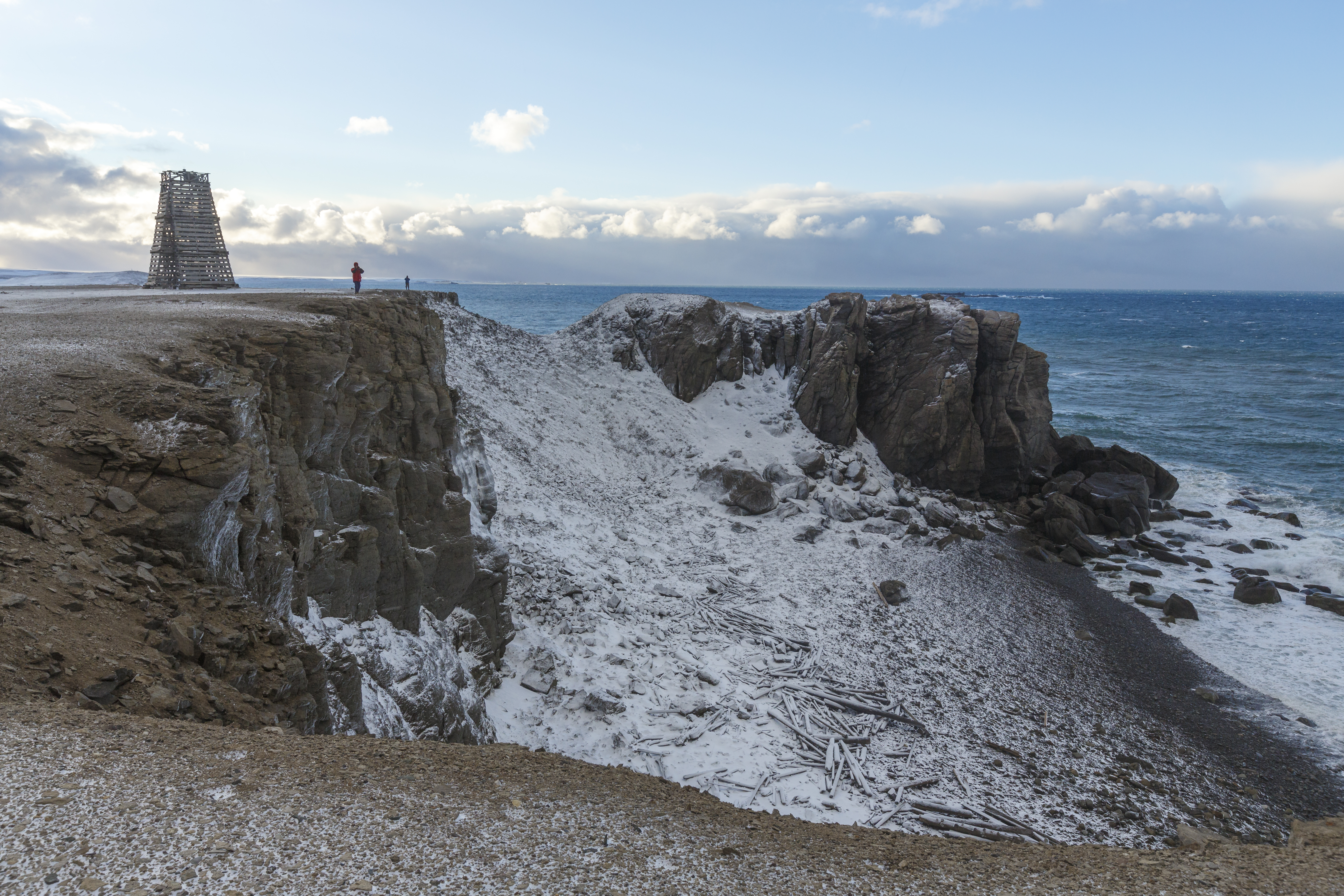
Capo Želanija, situato nei pressi del punto più orientale d'Europa: il Capo Flissingskij, isola Severnyj, Novaja Zemlja, Russia
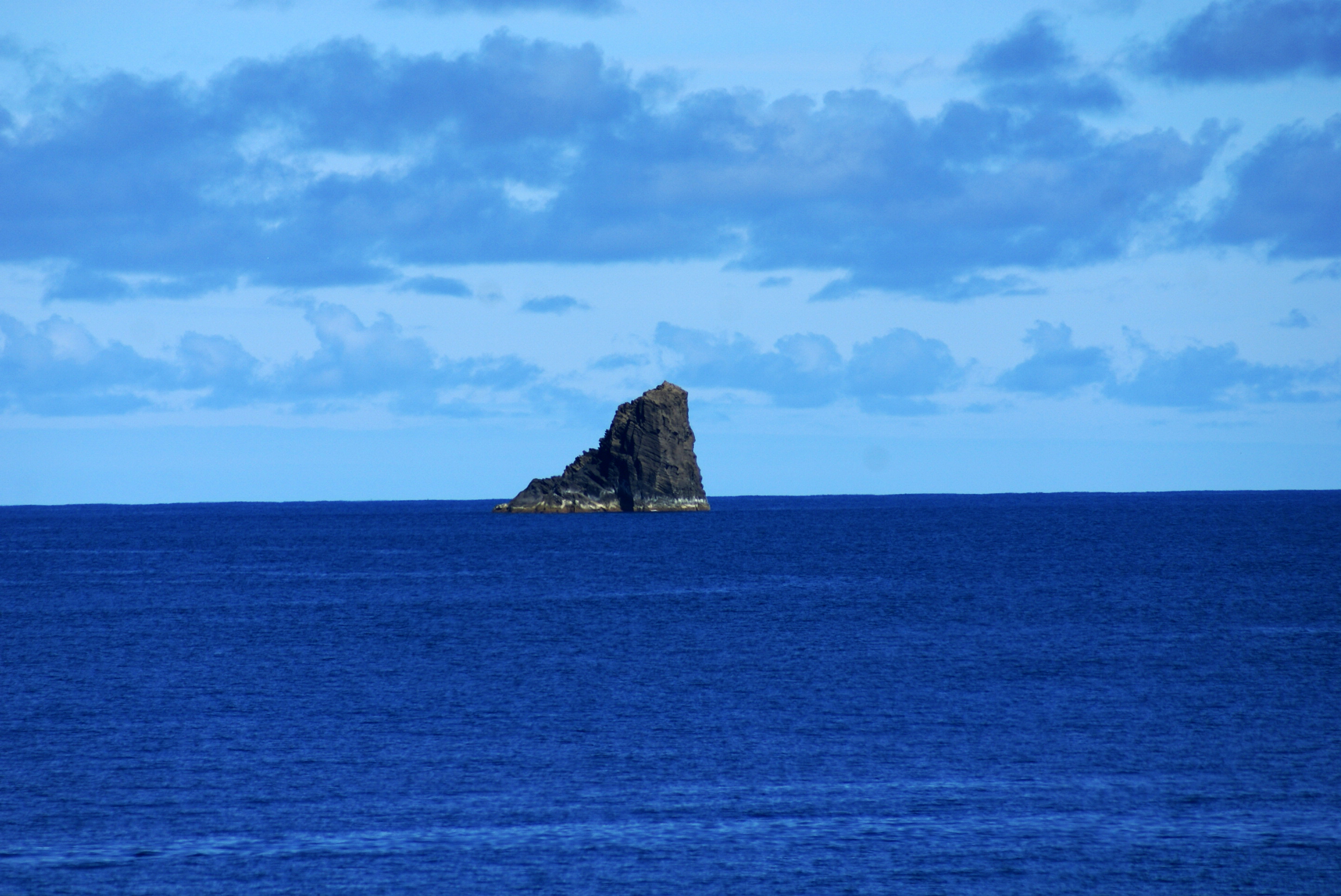
Il punto più occidentale comprendendo tutte le Azzorre (Portogallo): l'isolotto di Monchique, situato però sulla placca nordamericana
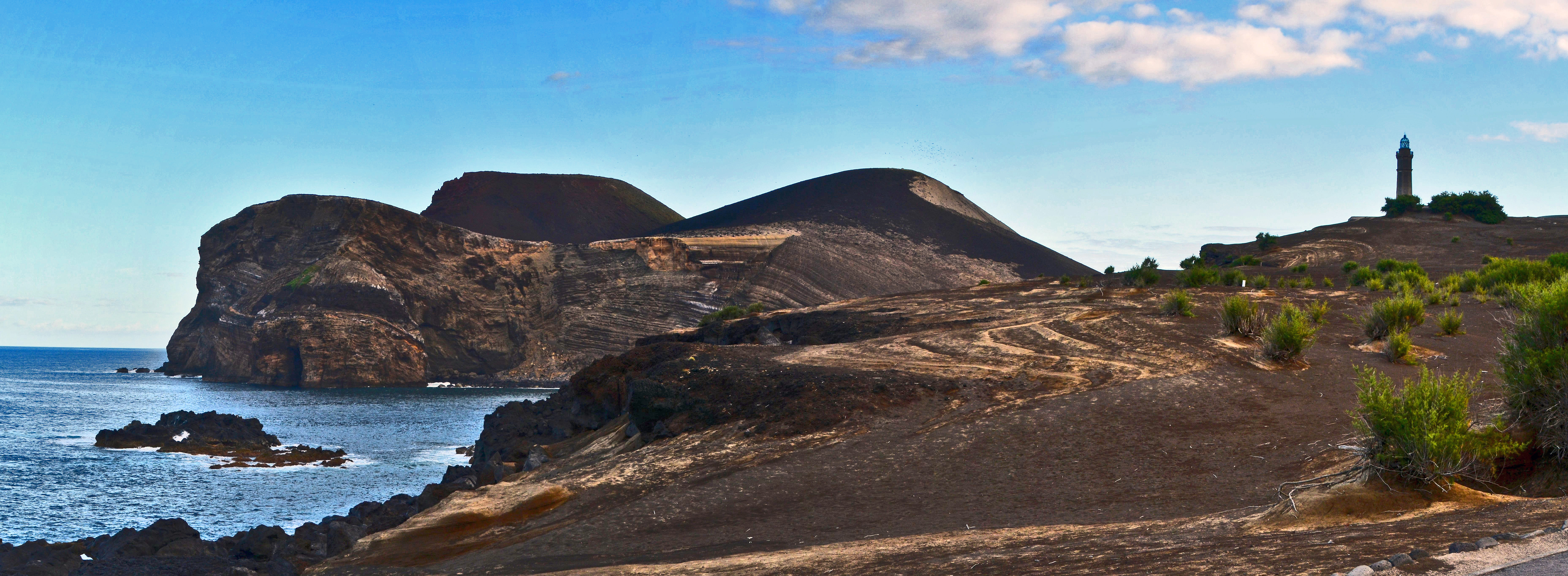
Il punto più occidentale comprendendo solo le Azzorre geologicamente europee: Penisola del Capelo, vulcano Capelinhos,  situato sulla placca euroasiatica
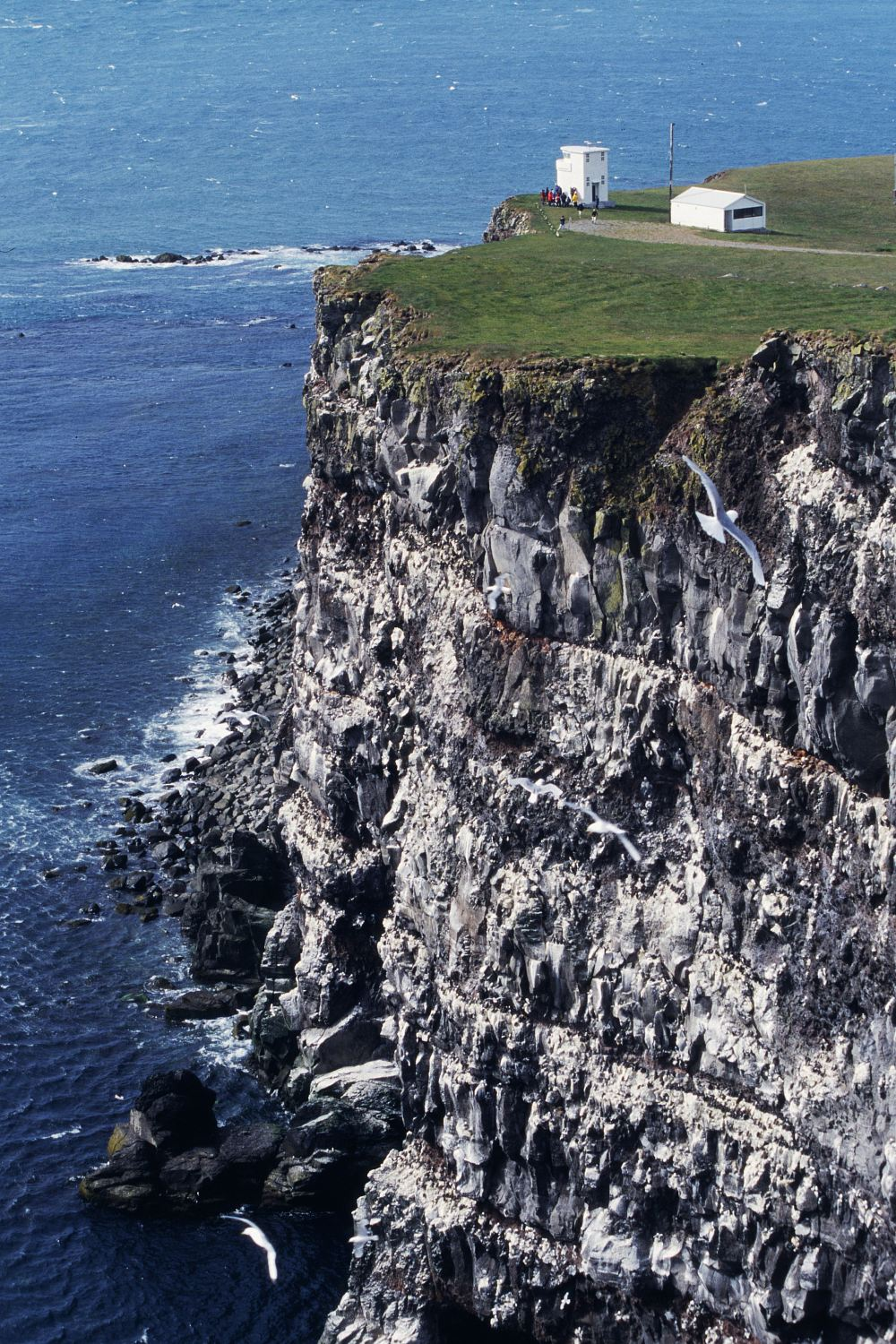
Il punto più occidentale escludendo le Azzorre: capo Bjargtangar, promontorio di Látrabjarg, penisola di Vestfirðir, in Islanda

### Punti estremi - escluse le isole
- Punto più a nord – Capo Kinnarodden (chiamato anche Nordkinn, dal nome del rilievo che vi sorge[4]), Norvegia - coordinate 71°07′59.41″N 27°39′13.95″E[5][6]
- Punto più a sud – Punta de Tarifa, Spagna - coordinate 36°00′15″N 5°36′37″W[6]
- Punto più a ovest – Cabo da Roca, Portogallo - coordinate 38°46′51″N 9°29′54″W[6]
- Punto più a est – Monte Nogodaikha, nei pressi di Vorkuta, sul versante occidentale degli Urali polari, Russia - coordinate 67°44′02.7″N 66°14′24″E[7]

Galleria di immagini - terraferma continentale

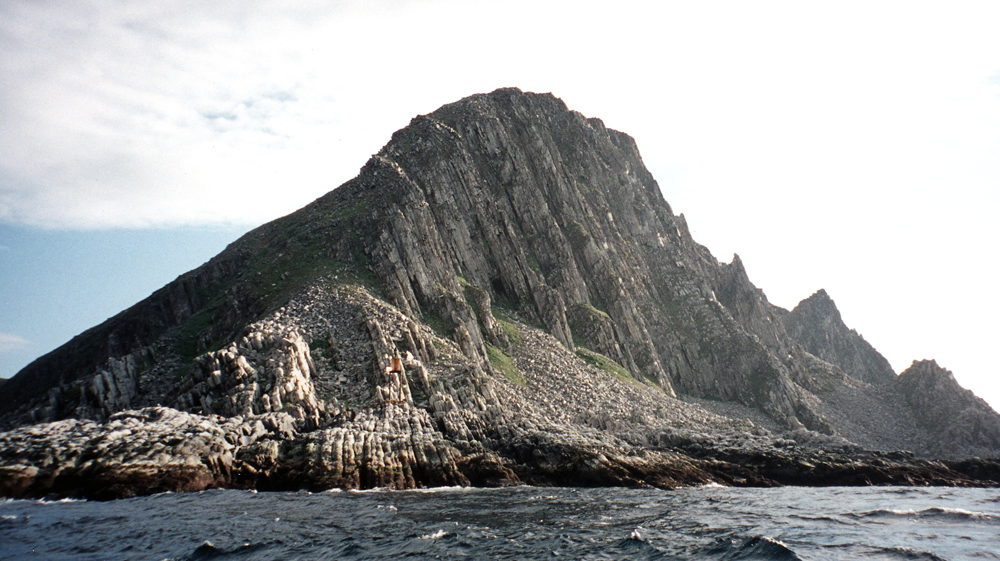
Il punto più settentrionale dell'Europa continentale: Capo Kinnarodden, Norvegia
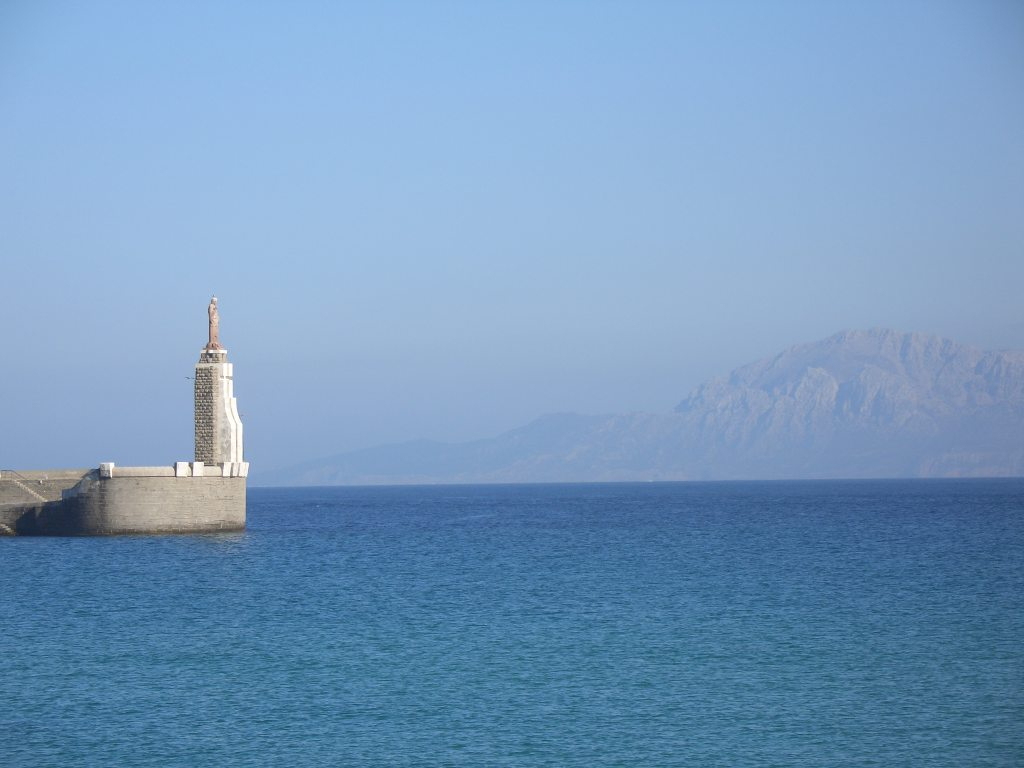
Il punto più meridionale dell'Europa continentale: Punta de Tarifa, Spagna - sullo sfondo si scorgono le coste africane
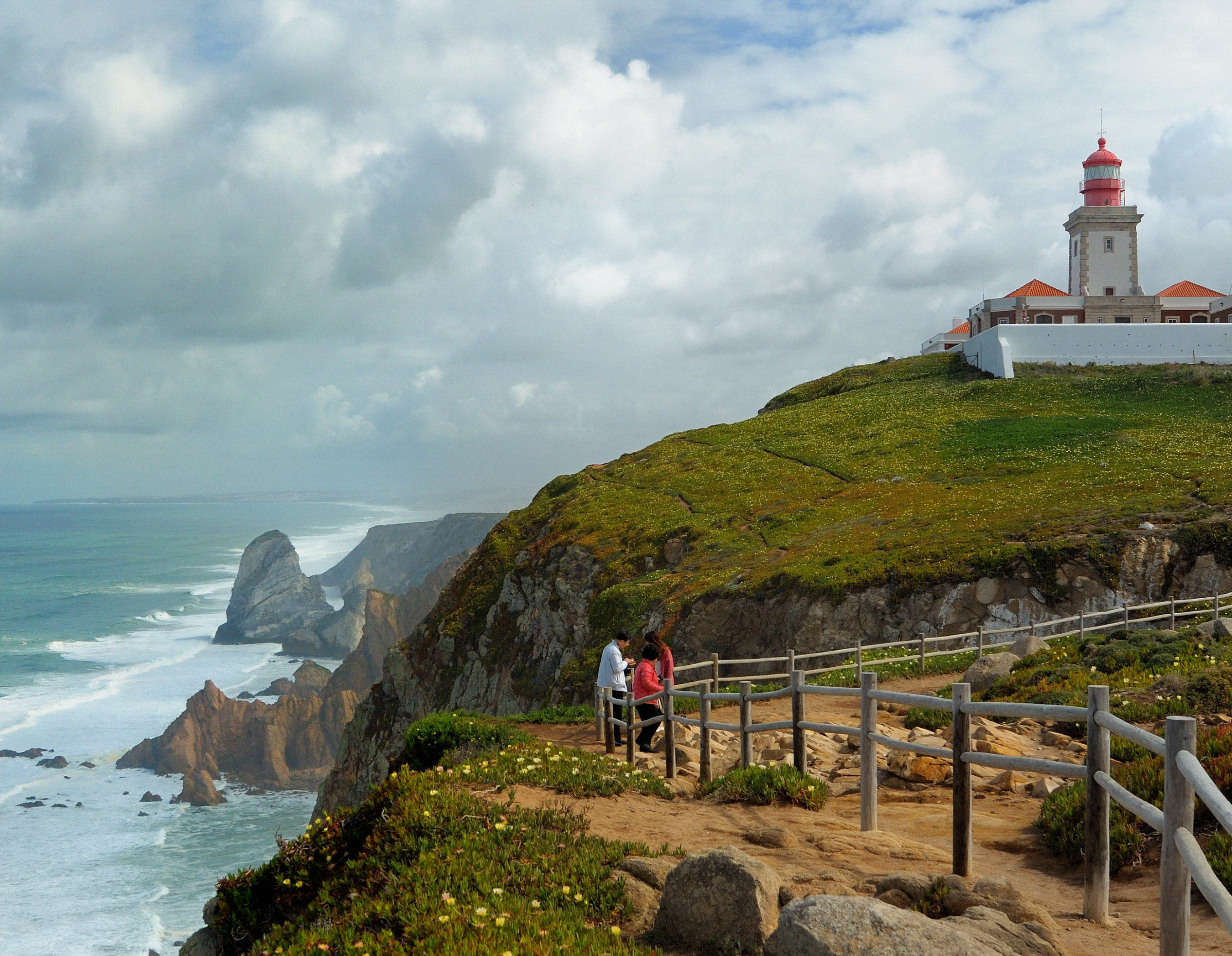
Il punto più occidentale dell'Europa continentale: Cabo da Roca, Portogallo
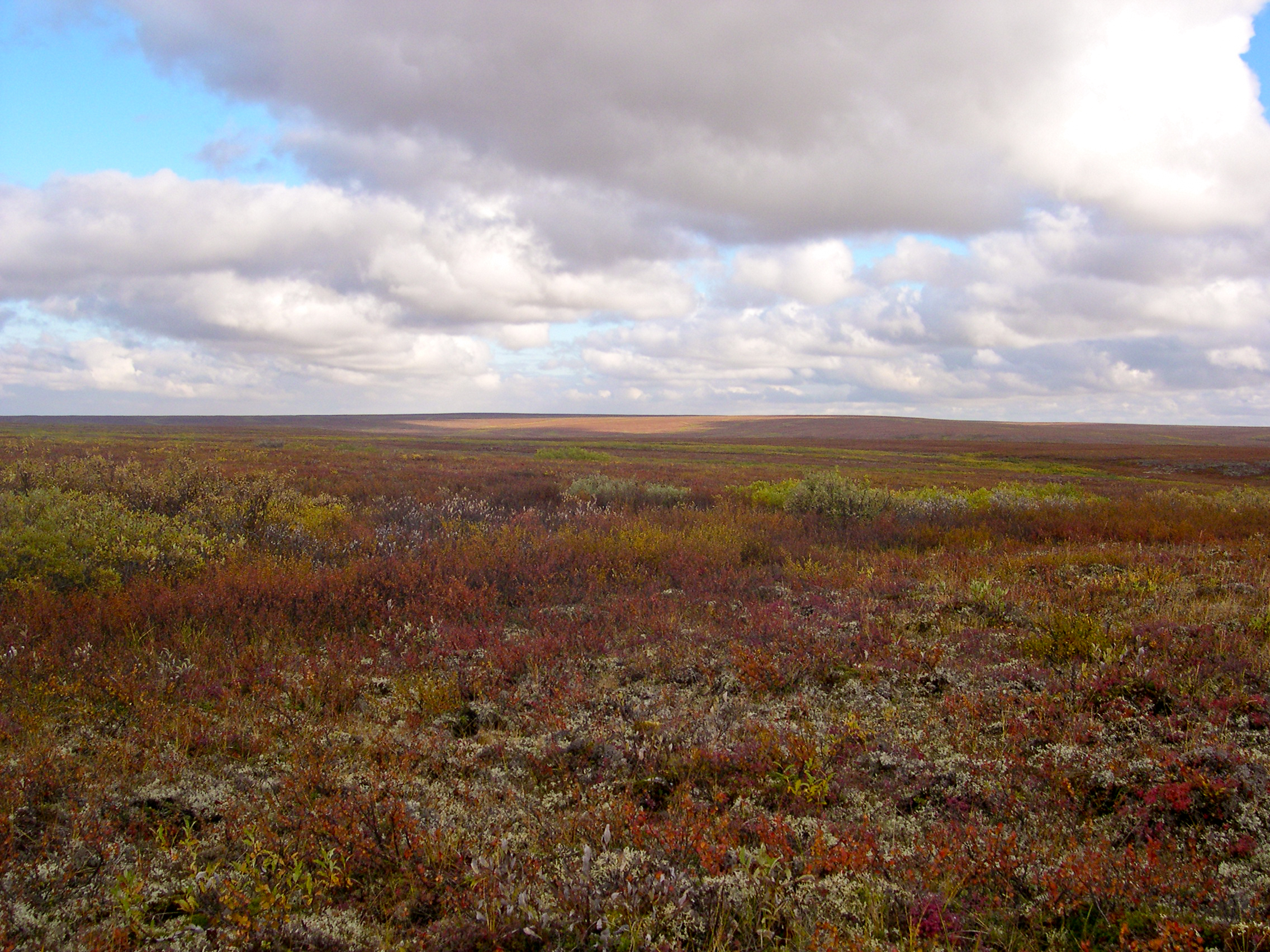
Il punto più orientale dell'Europa continentale: la tundra nei pressi di Vorkuta, Russia

### Punti estremi tradizionali
Tradizionalmente sono considerati punti estremi dell'Europa i seguenti:
- a nord: il Capo Nord, sull'isola di Magerøya, Norvegia - coordinate 71°10′21″N 25°47′04″E;
- a sud:
  - considerando solo la terraferma, il punto più a sud è la Punta de Tarifa - coordinate 36°00′15″N 5°36′37″W;
  - comprendendo le isole, è invece Capo Tripiti, nell'isola di Gozzo, presso Creta - coordinate 34°50′09″N 24°05′11″E, ossia poco più di un grado più a sud del precedente;
- a ovest:
  - considerando solo la terraferma, il punto più ad ovest è il Cabo da Roca (Portogallo) - coordinate 38°46′51″N 9°29′54″W;
  - comprendendo le isole, è invece il Capo Dunmore, in Irlanda[9], - coordinate 52°06′31″N 10°28′54″W, ossia circa quattordici gradi più a ovest del precedente;
- a est: l'estremità degli Urali nei pressi del Mar di Kara, di cui non sono precisate le coordinate.

Tra questi punti estremi, i soli confermati anche negli elenchi non tradizionali sono quelli meridionali: Capo Tripiti, nell'isola di Gozzo, e la Punta de Tarifa. Né il Capo Nord, né il Capo Dunmore compaiono in altri elenchi perché sostituiti da punti ancor più estremi, mentre l'estremità degli Urali nei pressi del Mar di Kara è sostituita da punti meglio precisati, anche nelle coordinate.
Galleria di immagini - punti estremi indicati dalla tradizione

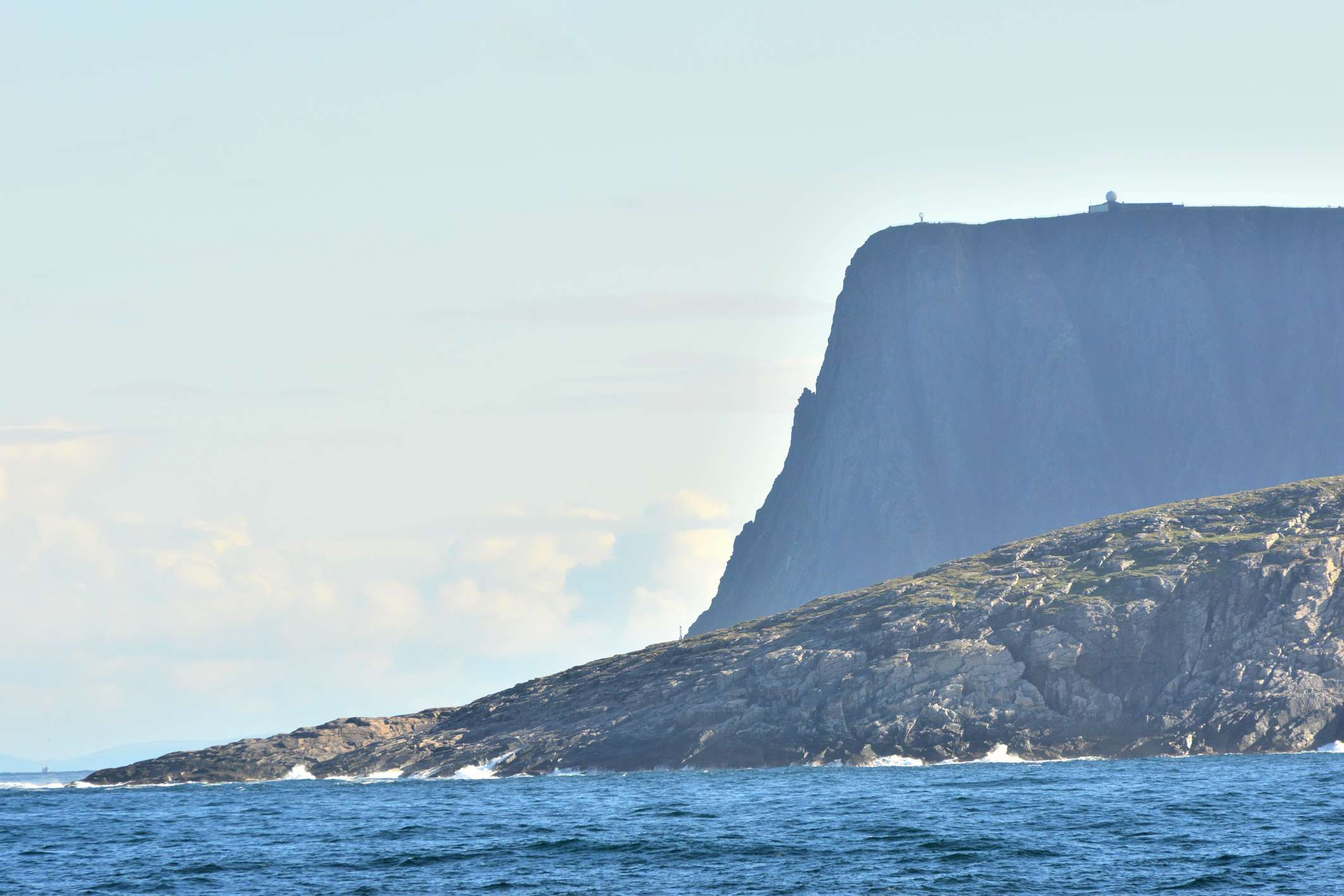
In secondo piano, il punto tradizionalmente considerato il più settentrionale d'Europa: Capo Nord. In primo piano, si scorge il  Knivskjellodden che, a dispetto della tradizione, è situato anche più a nord; entrambi si trovano nell'isola norvegese di Magerøya. Capo Fligeli, nell'isola del Principe Rodolfo, arcipelago della Terra di Francesco Giuseppe, è però di gran lunga più settentrionale di entrambi. Limitandosi alla terraferma, l'estremità settentrionale d'Europa è il capo Kinnarodden, situato circa 70 km a est da Capo Nord[10].
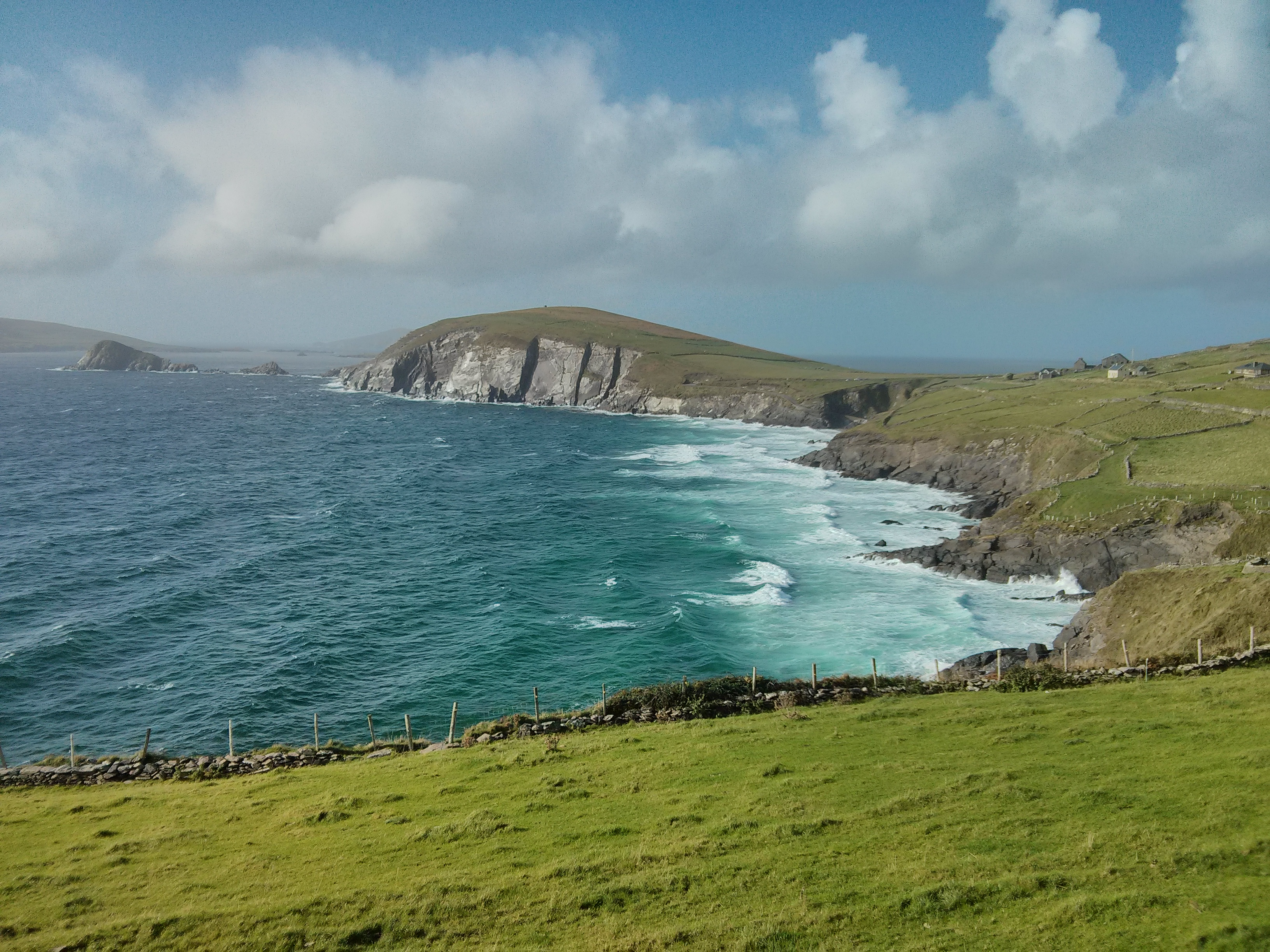
Il punto tradizionalmente considerato il più occidentale d'Europa: Capo Dunmore, contea di Kerry, Irlanda.
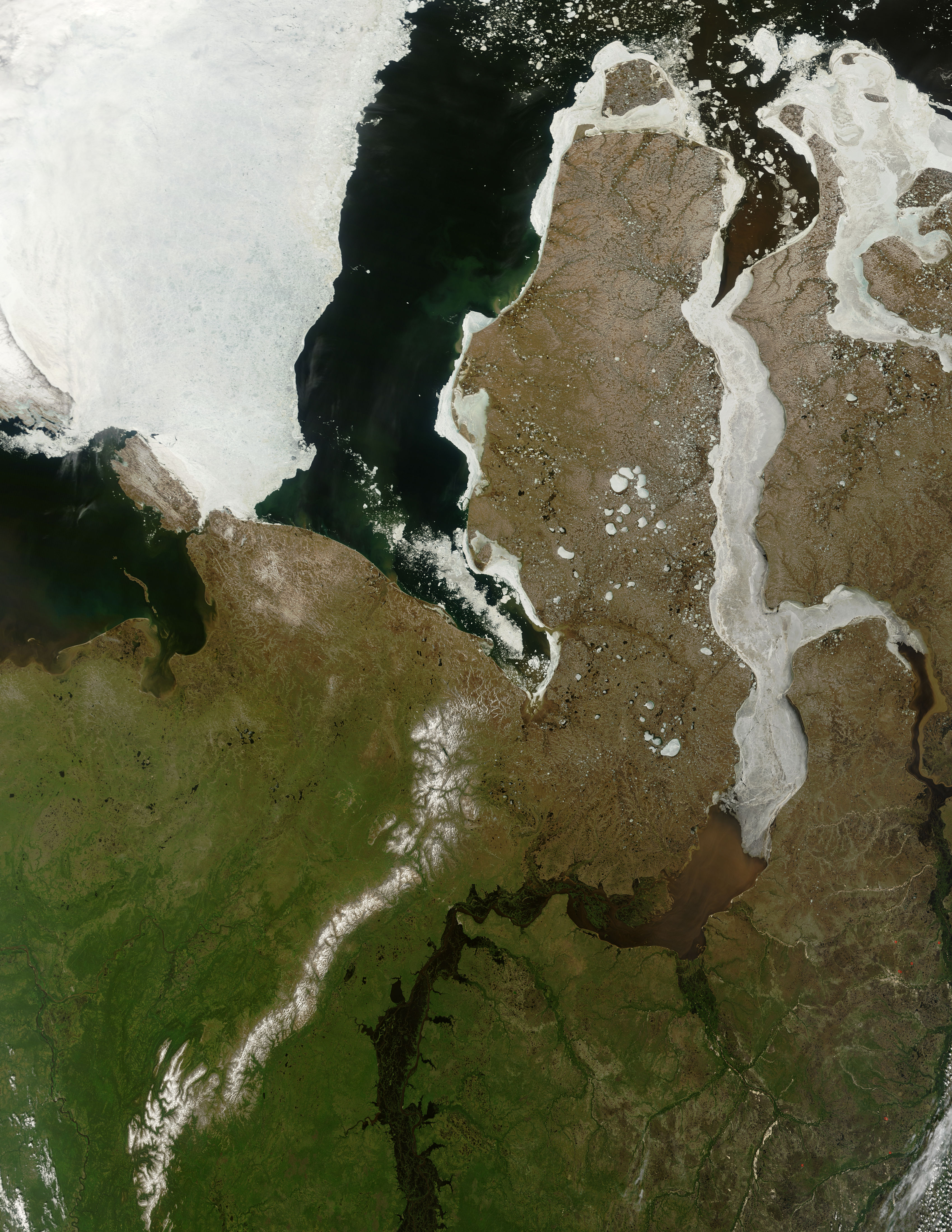
Foto satellitare di una parte del Mare di Kara, la cui estremità orientale è tradizionalmente considerata il punto più a est d'Europa; a sinistra, la Baia della Bajdarata e a destra la penisola Jamal.

## Punto più alto e più basso
Secondo la convenzione più diffusa sui confini orientali d'Europa (linea di von Strahlenberg), il monte più alto del continente è il Monte Bianco, situato nelle Alpi, tra Italia e Francia (4 807 m).
Secondo una seconda convenzione diffusa soprattutto negli Stati Uniti, il versante settentrionale del Caucaso è considerato europeo e dunque il monte più alto risulterebbe essere l'El'brus (5 642 m). 
- Picco più alto
  - vetta del Monte Bianco  Italia/ Francia (4 807 m)
- Punto più basso
  - rive del Mar Caspio,  Russia (−28 metri)

## Massima altezza raggiungibile con i mezzi di trasporto
- Funivia (e ascensore): Funivia del Piccolo Cervino, Svizzera (3 883 metri);
- Funicolare: Mittelallalin, Svizzera (3 456 metri);
- Treno (capolinea): Stazione di Jungfraujoch, Svizzera (3 454 m);
- Treno (passo di montagna): Passo del Bernina, Svizzera (2 253 metri);
- Strada asfaltata con accesso riservato (senza sbocco): Pico del Veleta (Sierra Nevada), Spagna (3 392 metri)[13];
- Strada asfaltata (senza sbocco): Ötztaler Gletscherstraße, Austria (2 830 metri);
- Strada asfaltata (passo di montagna): Colle dell'Iseran, Francia (2 770 metri).

## Punti più vicini agli altri continenti
- Linea di confine terrestre con l'Asia: Urali, fiume Ural e depressione del Kuma-Manyč,  Russia  Kazakistan[14]
- Punto più vicino all'Africa: Punta de Tarifa,  Spagna
- Punto più vicino all'America: Fajã Grande, Azzorre,  Portogallo
- Punto più vicino all'Oceania: Capo Flissingskij,  Russia